# Samuel Anton Wilhelmi
Samuel Anton Wilhelmi (* 1730 in Bern; † 1796 ebenda) war ein Schweizer Theologe.
Wilhelmi wurde 1757 Pfarrer an der Nydeggkirche in Bern und 1776 Professor für Griechisch und Ethik an der Hohen Schule in Bern. Er besass eine Zeit lang das Hubelgut in Habstetten. 1790 bis 1796 war er Pfarrer in Siselen. Wilhelmi war der Urenkel des Johann David Wilhelmi, der aus Bacharach stammte, in Bern Stadtarzt wurde und 1650 das Burgerrecht schenkungsweise erhielt. Dessen Enkeln wurde 1696 das Burgerrecht aberkannt.

## Werke
- Zweyte Eröffnung des politischen Instituts in Bern, in einer Rede über einige allgemeine Ursachen der Aufnahme und Verbreitung der Wissenschaften unter einem. Bern 1788.
- Gesuch um Aufnahme in das regimentsfähige Burgerrecht der Stadt Bern. Bern 1785.
- Predigt in dem Feldlager auf dem Kirchfeld bei Bern. Bern 1767.
- Vorschlag zu einer besseren Einrichtung unserer Schulen insonderheit in Absicht auf die politische Auferziehung der jungen Burgerschaft (von Samuel Anton Wilhelmi, Albrecht von Haller und Rudolf Sinner). Bern 1766.